# Abou al-Hassan al-Hachimi al-Qourachi
Abou al-Hassan al-Hachimi al-Qourachi (arabe : أبو الحسن الهاشمي القرشي), né à une date inconnue et mort le 15 octobre 2022 à Deraa, en Syrie, est un djihadiste irakien, quatrième chef et troisième « calife » de l'organisation État islamique du 10 mars 2022 à sa mort. 
Son accession au statut de calife a été annoncée le 10 mars 2022 dans un message audio par le porte-parole de l'État islamique, Abou Omar al-Muhajir, après la mort du précédent calife Abou Ibrahim al-Hachimi al-Qourachi,. Le message indique que les membres de l'État islamique lui ont prêté serment d'allégeance, selon la volonté de l'ancien calife. 
L'État islamique annonce sa mort le 30 novembre 2022 « en combattant les ennemis de Dieu » sans autre précision sur le lieu, la date ou les circonstances de sa mort,. Le même jour, l'United States Central Command confirme la mort du chef de l'EI et précise qu'il a été tué à Deraa à la mi-octobre lors d'une opération des rebelles de l'Armée syrienne libre,,. D'après l'Observatoire syrien des droits de l'homme (OSDH), des affrontements ont eu lieu pendant la première moitié du mois de novembre et ont fait au moins 20 morts.
L'État islamique désigne Abou al-Hussein al-Husseini al-Qourachi comme étant son successeur.